# Episodi de I Puffi (serie animata 1981) (seconda stagione)
La seconda stagione de I Puffi è stata trasmessa dal 18 settembre al 4 dicembre 1982 con scadenza settimanale dal network statunitense NBC, con l'aggiunta di due speciali andati in onda il 12 dicembre 1982 e il 13 febbraio 1983. 
Gli episodi sono andati in onda accorpati in puntate da 90 minuti per volta con almeno una storia dedicata a John e Solfamì, che sono protagonisti di 13 avventure. In Italia e in altri paesi europei queste puntate vengono presentate come serie spin-off con una nuova sigla dedicata ai due amici umani.
In questa stagione vengono introdotti nuovi personaggi come il Puffo Segugio (Tracker Smurf), il Puffo Pauroso (Scaredy Smurf), il Puffo Gentilone (Pushover Smurf), il Puffo Sciattoso (Sloppy Smurf) e il Puffo Curiosone (Nosey Smurf), la strega Cloridrite (Chlorhydris), Cupido (Cupid), nonché le rappresentazioni teatrali dei Puffi.
La sigla italiana del 1983, John e Solfami, è cantata da Cristina D'Avena e viene poi sostituita nel 1984, in occasione delle repliche, con Due giovani eroi, John e Solfami, interpretata dal coro e orchestra di Augusto Martelli.

## Episodi
| nº | Titolo originale                         | Titolo italiano                                         | Titolo dell'eventuale seconda parte | Prima TV USA      | Prima TV Italia | Durata |
| -- | ---------------------------------------- | ------------------------------------------------------- | ----------------------------------- | ----------------- | --------------- | ------ |
| 1  | The Smurf Who Couldn't Say No            | Il Puffo che non poteva dire no                         | Il mostro della palude              | 18 settembre 1982 | -               | 22'    |
| 2  | The Adventures of Robin Smurf            | Le avventure di Robin Puf                               | Robin Puf, che eroe!                | 18 settembre 1982 | -               | 22'    |
| 3  | The Cursed Country                       | Il Puffo che puffò fiamme puffanti (John e Solfami)     |                                     | 18 settembre 1982 | -               | 22'    |
| 4  | S-Shivering S-Smurfs                     | Il P-Puffo f-freddoloso                                 |                                     | 25 settembre 1982 | -               | 11'    |
| 5  | Sister Smurf                             | Sorella puffa                                           |                                     | 25 settembre 1982 | -               | 11'    |
| 6  | The Black Hellebore                      | Il fiore stregato (John e Solfami)                      |                                     | 25 settembre 1982 | -               | 22'    |
| 7  | Revenge of the Smurfs                    | La rivincita dei Puffi                                  |                                     | 25 settembre 1982 | -               | 11'    |
| 8  | The Three Smurfketeers                   | I tre puffettieri                                       | Tutti per uno, uno per tutti!       | 2 ottobre 1982    | -               | 22'    |
| 9  | Heavenly Smurfs                          | Puffi celestiali'                                       |                                     | 2 ottobre 1982    | -               | 11'    |
| 10 | It Came from Outer Smurf                 | Dal pianeta Puffo                                       |                                     | 2 ottobre 1982    | -               | 11'    |
| 11 | The Sorcery of Maltrochu                 | L'incantesimo di Maltrocchio (John e Solfami)           |                                     | 2 ottobre 1982    | -               | 22'    |
| 12 | Squeaky                                  | Puffetta e Squitty                                      |                                     | 9 ottobre 1982    | -               | 11'    |
| 13 | The Kaplowey Scroll                      | La parola magica                                        |                                     | 9 ottobre 1982    | -               | 11'    |
| 14 | The Goblin of Boulder Wood               | Il folletto della foresta pietrificata (John e Solfami) |                                     | 9 ottobre 1982    | -               | 22'    |
| 15 | Gormandizing Greedy                      | Golosone supergoloso                                    |                                     | 9 ottobre 1982    | -               | 11'    |
| 16 | Waste Not, Smurf Not                     | Non sprecare, non puffare                               |                                     | 9 ottobre 1982    | -               | 11'    |
| 17 | Johan's Army                             | L'esercito di Johan (John e Solfami)                    |                                     | 16 ottobre 1982   | -               | 22'    |
| 18 | The Lost City of Yore                    | Le sorelle streghe                                      | La città perduta di Yore            | 16 ottobre 1982   | -               | 22'    |
| 19 | The Magic Fountain                       | La fontana magica (John e Solfami)                      |                                     | 16 ottobre 1982   | -               | 22'    |
| 20 | The Imposter King                        | Il re impostore (John e Solfami)                        |                                     | 23 ottobre 1982   | -               | 22'    |
| 21 | For the Love of Gargamel                 | Per amore di Gargamella                                 |                                     | 23 ottobre 1982   | -               | 11'    |
| 22 | The A-maze-ing Smurfs                    | Gli incredibili puffi                                   |                                     | 23 ottobre 1982   | -               | 11'    |
| 23 | The Haunted Castle                       | Il castello del fantasma (John e Solfami)               |                                     | 23 ottobre 1982   | -               | 22'    |
| 24 | Smurfs at Sea                            | I Puffi navigatori                                      | Il capitano senza cuore             | 30 ottobre 1982   | -               | 22'    |
| 25 | One Good Smurf Deserves Another          | Amici per la pelle                                      |                                     | 30 ottobre 1982   | -               | 11'    |
| 26 | The Blue Plague                          | Il morbo blu                                            | L'antidoto del Grande Puffo         | 30 ottobre 1982   | -               | 22'    |
| 27 | The Last Laugh                           | L'ultima risata                                         |                                     | 30 ottobre 1982   | -               | 11'    |
| 28 | The Raven Wizard                         | Il mago corvo (John e Solfami)                          |                                     | 6 novembre 1982   | -               | 22'    |
| 29 | The Ring of Castellac                    | L'anello di Castellac (John e Solfami)                  |                                     | 6 novembre 1982   | -               | 22'    |
| 30 | The Sky Is Smurfing, The Sky Is Smurfing | L'eruzione                                              |                                     | 6 novembre 1982   | -               | 11'    |
| 31 | Turncoat Smurf                           | Puffo opportunista                                      |                                     | 6 novembre 1982   | -               | 11'    |
| 32 | The Return of Clockwork Smurf            | Il ritorno del Puffo Meccanico (John e Solfami)         |                                     | 13 novembre 1982  | -               | 22'    |
| 33 | The Littlest Giant                       | Il piccolo gigante                                      |                                     | 13 novembre 1982  | -               | 11'    |
| 34 | Bubble, Bubble, Smurfs in Trouble        | Rugiadino lo spiritello d'acqua                         |                                     | 13 novembre 1982  | -               | 11'    |
| 35 | Smurf Van Winkle                         | Puffo Van Winkle                                        |                                     | 13 novembre 1982  | -               | 11'    |
| 36 | The Prince and the Peewit                | Solfami e il principe di Vallechiara (John e Solfami)   |                                     | 20 novembre 1982  | -               | 22'    |
| 37 | The Enchanted Baby                       | Il bambino fatato (John e Solfami)                      |                                     | 20 novembre 1982  | -               | 22'    |
| 38 | Clumsy Smurfs the Future                 | Tontolone puffa il futuro                               |                                     | 20 novembre 1982  | -               | 11'    |
| 39 | Sleepwalking Smurfs                      | I Puffi sonnambuli                                      |                                     | 27 novembre 1982  | -               | 11'    |
| 40 | Smurf Me No Flowers                      | Non mi puffate i fiori                                  |                                     | 27 novembre 1982  | -               | 11'    |
| 41 | The Good, the Bad, and the Smurfy        | Il buono, il cattivo, e il Puffo                        | Il mago ladro                       | 27 novembre 1982  | -               | 22'    |
| 42 | A Mere Truffle                           | La caccia ai tartufi                                    | I mostri dei tartufi                | 27 novembre 1982  | -               | 22'    |
| 43 | The Stuff Dreams Are Smurfed Of          | Sogni puffosi                                           |                                     | 4 dicembre 1982   | -               | 11'    |
| 44 | The Box of Dirty Tricks                  | La scatola dagli sporchi trucchi                        |                                     | 4 dicembre 1982   | -               | 11'    |
| 45 | Papa's Wedding Day                       | Il Grande Puffo si sposa                                | Il piano di Ninfabel                | 4 dicembre 1982   | -               | 11'    |
| 46 | All's Smurfy That Ends Smurfy            | Tutto è puffo quel che finisce puffo                    |                                     | 4 dicembre 1982   | -               | 11'    |
| 47 | The Smurfs' Christmas Special            | Un Natale tutto speciale - puntata speciale             |                                     | 12 dicembre 1982  | -               | 22'    |
| 48 | My Smurfy Valentine                      | Il promesso Puffo - puntata speciale                    |                                     | 13 febbraio 1983  | -               | 22'    |

## Il Puffo che non poteva dire no
- Titolo originale: The Smurf Who Couldn't Say No

### Trama
Tutti i Puffi sono impegnati nei preparativi del festival della libellula, ma approfittano del Puffo Gentilone, che non sa mai dire di no, a cui chiedono di continuare i lavori al posto loro senza farsi scoprire dal Grande Puffo. La sera della festa Gentilone è troppo stanco per divertirsi, mentre gli altri suonano e ballano. Grande Puffo annuncia che ci sarà una lotteria per scegliere il Puffo fosforescente che l'indomani avrebbe dovuto attraversare la grande palude in cui catturare la sacra fiamma fosforescente con cui accendere la lanterna della libellula nel villaggio come conclusione delle celebrazioni. Il destino sceglie il Puffo Pauroso che però, in preda al terrore, trova il coraggio di chiedere a Gentilone di sostituirlo. Il Puffo trova facilmente il fuoco, ma dopo aver acceso la sua torcia, fa spegnere la sacra fiamma in mezzo alla palude risvegliando il suo mostruoso spirito custode che inizia ad inseguirlo ripetendo sempre "Maledetto chi ha ucciso la mia fiamma, maledetto chi mi reca dolore". Pauroso, non vedendo tornare l'amico, decide di andare a cercarlo e dopo essersi ritrovati entrambi vengono inseguiti dal mostro fino al villaggio. Grande Puffo sente i gemiti della creatura e fa evacuare Pufflandia, per poi andare in soccorso dei due Puffi a cui dice che l'unico modo per placare lo spirito è tornare alla palude e riaccendere la sacra fiamma. Gentilone e Pauroso decidono di tornare indietro insieme e riescono nell'impresa per poi tornare al villaggio e concludere i festeggiamenti. L'indomani il Puffo Sciattoso, seguito dalla sua mosca Vola Vola, fa scorta di rifiuti tra gli avanzi della sera prima, mentre la vita del villaggio torna alla normalità, ma all'ennesimo sopruso Gentilone finalmente si ribella rifiutandosi di fare ancora favori e iniziando a ripetere sempre "no!".
Informazioni: Gentilone è uno dei nuovi personaggi originali della serie, presente solo in questo episodio e mai apparso nei fumetti.

## Le avventure di Robin Puf
- Titolo originale: The Adventures of Robin Smurf

### Trama
I Puffi organizzano una rappresentazione teatrale intitolata "Le avventure di Robin Puf e dei suoi allegri Puffi".
Quattrocchi è il regista ed interpreta anche il ruolo del Principe Giovanni, Puffetta è Lady Marian mentre Tontolone nel ruolo dello sceriffo fa cadere subito la scenografia. Le quinte sceniche scompaiono all'improvviso per lasciarci immaginare l'ambiente reale in cui si svolge l'avventura. Lo sceriffo viene chiamato dal principe per catturare il bandito Robin Puf che ha rubato le tasse per donarle ai poveri. Poco dopo Lady Marian si reca nella foresta di Sherpuf per avvisare del pericolo Robin (interpretato da Vanitoso) che lega le guardie e lo sceriffo e li rimanda dal principe. Un nuovo piano viene subito messo in atto: una gara di tiro con l'arco a cui Robin non saprà resistere. Anche in questo caso Marian lo avvisa ma Robin decide di partecipare comunque con un travestimento. La sua abilità lo lascia identificare e lo sceriffo lo arresta. La scena torna per pochi istanti nella reale Pufflandia dove Grande Puffo dirige l'orchestra mentre si apre il sipario del secondo atto. I compagni della foresta liberano Robin Puf e poco dopo il principe, convinto del tradimento di Marian, la rinchiude nella torre. Durante l'attacco per liberarla ritorna re Riccardo che aiuta i ribelli ed il principe Giovanni viene sconfitto.
Informazioni: La storia si ispira alle avventure di Robin Hood.

## Il Puffo che puffò fiamme puffanti
- Titolo originale: The Cursed Country

### Trama
Mentre cercano di mettersi in salvo da un incendio, Forzuto e Puffetta vengono catturati da un misterioso uomo. Intanto, in un castello vicino, un giovane giullare di nome Solfami e lo scudiero Johan provano a intrattenere il re, ma senza successo. Poco dopo un viaggiatore porta i due Puffi prigionieri. Solfami chiede loro da dove provengono ed essi spiegano che "un Puffo che puffa fiamme puffanti" ha distrutto il loro villaggio nella foresta. Non capendo il loro linguaggio, Johan, Solfami e il re si offrono di aiutarli. Insieme si recano a casa di ser Omnibus, un potente mago dalla lunga barba bianca, a cui chiedono aiuto. Guardando nella sua sfera di cristallo, il vecchio vede Grande Puffo imprigionato e non vi è traccia degli altri. Johan decide allora di andare a scoprire cosa è successo e Omnibus gli dona un bastone magico che fa scaturire l'acqua dal terreno. Arrivati a Pufflandia i tre uomini capiscono che "il Puffo che puffa fiamme puffanti" non è altri che un drago, con cui si ritrovano faccia a faccia. Dopo una dura battaglia, il drago scappa via col re tra le fauci e lo porta dal suo padrone, un piccolo uomo coi baffi. Quando il re si presenta e gli rivela che Johan e Solfami lo stanno cercando, l'uomo chiede al drago di tornare indietro per catturarli, ma loro non si fanno vedere e ritrovano il cappello del sovrano nei pressi di una caverna. Qui cui scoprono che tutti i Puffi sono stati ridotti in schiavitù per scavare alla ricerca di diamanti sotto la minaccia di arrostire il Grande Puffo col fuoco del drago. Puffetta e Forzuto si ricongiungono ai loro amici a cui presentano Johan e Solfami. Tontolone spiega che il loro aguzzino si chiama Monulf e che ha imprigionato Grande Puffo da qualche parte. Mentre Johan esplora la caverna, sperando di trovare il re, Monulf lo assale, ma il ragazzo ha la meglio e riesce a liberare i prigionieri. All'uscita però li aspetta il drago che prova ad incenerirli. I Puffi trovano un'altra uscita, ma è troppo piccola per far passare anche gli uomini; riescono però a procurarsi noci e bocche di leone, con cui Johan fa un decotto per far addormentare il drago. Per rendere inoffensivo l'animale al suo risveglio, Johan taglia un pezzo del bastone magico con cui chiede a Grande Puffo di entrare nella bocca del drago per spegnere la sua fiamma. La creatura però si risveglia troppo presto e Monulf gli ordina di arrostire tutti, ma dalla sua bocca esce solo un getto d'acqua assieme a Grande Puffo. Mentre Pufflandia viene ricostruita, gli umani possono tornare al castello viaggiando comodamente in groppa al drago. Nel finale Johan chiede a Solfami di riportare l'indomani il bastone magico ad Omnibus, ma durante la notte il re si accorge che la sua stanza è completamente invasa dall'acqua e chiama furioso Solfami, che ne ha causato l'inondazione continuando a giocare col bastone.
Informazioni: L'avventura è tratta dal fumetto del 1961 intitolato Le pays maudit (I Puffi alla riscossa nell'edizione del Corriere dei Piccoli) e segna l'esordio di Johan e Solfami, nonché del mago Omnibus e del re nella serie animata. Nei cartoni animati, il doppiaggio italiano del personaggio di Solfami è affidato a Marco Guadagno, che continua a prestare la voce anche al Puffo Quattrocchi, inoltre il nome di Johan viene mantenuto come nella versione originale a differenza della sigla in cui è tradotto in John. Il personaggio di Puffetta non è presente nella storia originale in cui viene catturato solo un Puffo.

## Il P-Puffo f-freddoloso
- Titolo originale: S-Shivering S-Smurfs
- Titoli ulteriori: Riedizione in DVD Il PPPuffo freddoloso

### Trama
L'infallibile naso del Puffo Segugio sente che una tempesta di neve si sta avvicinando in piena estate, ma nessuno sembra credergli. Grande Puffo consulta il suo almanacco e gli dà ragione chiedendo a tutti di prepararsi per un inverno prematuro, ma i Puffi trascurano i lavori per il troppo caldo e continuano a sottovalutare le previsioni irridendo Segugio che si è fatto cucire una pelliccia da Sarto. L'indomani il villaggio si sveglia sommerso dalla neve e l'unico Puffo contento è proprio Segugio che scia tra i tetti mentre gli altri sono costretti a spalare. Quando Puffetta si lamenta del freddo con Grande Puffo, gli rivela che la legna per il fuoco è già finita perché nessuno ha completato i lavori che lui aveva ordinato di fare. La pelliccia di Segugio, prima tanto criticata, viene tolta al proprietario a seguito di uno scherzo di Burlone e in tanti se la contendono fino a ridurla a brandelli. Presto tutti prendono il raffreddore, ma Grande Puffo non può curarli perché Quattrocchi ha trascurato di raccogliere le radici puffe per l'infuso e va a chiedere aiuto a Segugio che però non può uscire con quel freddo senza la sua pelliccia, che sta provando a ricucire. Grande Puffo ordina a Sarto di tagliare la punta delle scarpe di ogni Puffo per farne delle toppe con cui riparare la pelliccia. Segugio parte per la sua missione e riesce a fiutare le radici anche in mezzo alla neve per poi tornare al villaggio dopo essere sfuggito ad un agguato di Gargamella e Birba. L'indomani, i Puffi ormai guariti dal decotto, ricominciano a spalare la neve, ma Segugio smette di lavorare stendendosi per prendere il sole. Tutti iniziano a ridere non credendogli per l'ennesima volta, ma dovranno subito ricredersi al diradarsi delle nubi.

## Sorella puffa
- Titolo originale: Sister Smurf
- Titoli ulteriori: Riedizione in DVD Puffetta e la strega

### Trama
Le esigenze tipicamente femminili di Puffetta non vengono comprese dagli altri Puffi e lei si allontana dal villaggio. Nel frattempo nel bosco una bambina di nome Laura viene schernita dai suoi fratelli più grandi perché si ostina a giocare con la sua amica immaginaria, la principessa dei folletti. Puffetta la vede piangere e rispecchiandosi in lei si avvicina per fare amicizia, ma preferisce non essere vista dagli altri e torna a nascondersi, seguita da Laura. Camminando nella foresta, le due amiche notano una casetta di legno e decidono di farne il loro rifugio segreto in cui maschi e Puffi non sono ammessi. Iniziano a pulirla e riordinarla, ma all'improvviso entra la proprietaria, una vecchia con un cagnaccio di nome Portos che non le fa più uscire. I due fratelli di Laura notano la sua scomparsa e decidono di informare il padre, così come a Pufflandia tutti notano l'assenza di Puffetta e il Grande Puffo capisce che gli altri l'hanno trascurata e che l'hanno portata ad andare via. Intanto la megera rinchiude le sue prigioniere in una botola sotto il pavimento. Poco dopo una spedizione di Puffi cerca la fuggitiva nella foresta e si accorge che anche degli umani stanno cercando qualcuno. Grande Puffo sente dire ad uno dei bambini di aver visto un piccolo folletto blu con la sorella e decide di seguirli. Arrivati a casa della vecchia, l'abbaiare del cane copre le urla di Puffetta, ma Grande Puffo riconosce la sua voce e non si lascia ingannare dalle false indicazioni che la donna dà al padre di Laura. Anche i bambini si insospettiscono e tornano indietro incontrando i Puffi. Insieme si calano dal camino, ma i due fratelli rimangono incastrati. Mentre le loro urla distraggono la vecchia, Grande Puffo libera Puffetta e Laura e crea un diversivo lanciando piselli per far scappare tutti. Il cane viene messo a tacere con un enorme pollo da mangiare e i bambini corrono tra le braccia del padre a cui raccontano che i Puffi li hanno salvati. L'uomo non dà troppo peso alla cosa e finge di crederci, mentre Laura sulle sue spalle saluta i suoi piccoli amici che fanno capolino dai cespugli.

## Il fiore stregato
- Titolo originale: The Black Hellebore

### Trama
I Puffi si imbattono nella foresta in uno strano fiore, ma Grande Puffo lo recide informandoli del pericolo che può scatenare l'elleboro nero. Non si accorge però che un nuovo germoglio sta per spuntare. Nel frattempo al castello del buon re, l'alchimista di corte Cloderick versa un filtro nella coppa del sovrano. Quando dopo cena il re si addormenta, Cloderick si offre di preparare una cura, ma la principessa Savina lo smaschera e all'alchimista non resta che l'arma del ricatto: mille corone per la vita del re. Il suo tentativo di fuga viene abilmente sventato da Johan, che trova il filtro magico e decide di portarlo ad Omnibus per chiedergli di preparare un antidoto, con Solfami e Savina al suo seguito. A casa del mago è presente anche Grande Puffo che sta giocando a scacchi con lui. Dopo essere stati informati dell'accaduto, entrambi si mettono all'opera e la loro pozione fa risvegliare il re che ordina l'allontanamento immediato di Cloderick dal regno, ma l'alchimista giura di tornare per vendicarsi. Puffetta, Quattrocchi e Forzuto scoprono casualmente i suoi piani e vengono catturati dall'alchimista, che decide di utilizzarli nel suo attacco al castello. Solfami e Savina si accorgono che qualcosa non va ed assieme a Johan sfuggono a Cloderick e si barricano dentro la stanza del re che fugge assieme a loro attraverso un passaggio segreto. Nel cortile incontrano i Puffi, ancora incoscienti, e li portano in salvo. Nella foresta incontrano Grande Puffo che spiega come l'effetto dell'elleboro duri solo un'ora. Non resta che trovare il modo di rientrare nel castello e liberare le guardie. Nel frattempo Cloderick si proclama nuovo re ed ordina alla popolazione di portargli tutti i loro averi. Johan decide di nascondersi in un carro di contadini assieme agli altri e, penetrato nelle mura, affronta Cloderick e i suoi accoliti mentre i Puffi vanno a liberare le guardie che sventano l'attacco.
Informazioni: In questo episodio fa la sua prima apparizione la principessa Savina, nipote del re. Il suo personaggio è stato creato appositamente per la serie e non appare mai nei fumetti, anche se ricalca il ruolo della principessa Anne che appare nell'albo del 1954 intitolato Le lutin des bois aux roches. Le due figure sono però molto diverse graficamente: Anne ha i capelli biondi e sciolti, mentre Savina li ha castani e raccolti sulle orecchie. È al suo esordio nella serie anche Madame Barbara, una burbera dama di corte che fa da educatrice per Savina, poco incline ai doveri da principessa e più predisposta al tiro con l'arco.

## La rivincita dei Puffi
- Titolo originale: Revenge of the Smurfs

### Trama
Gli umani combattono tra loro vicino a Pufflandia e i Puffi si rifugiano nelle tane delle talpe e nei tronchi degli alberi. Poco dopo il villaggio viene devastato dagli zoccoli dei cavalli. Le promesse di vendetta da parte di Forzuto vengono subito sedate da Grande Puffo che spiega come i soldati non sapessero dell'esistenza del villaggio. Tontolone chiede il motivo dell'accanimento dei due eserciti e Grande Puffo spiega come la guerra sia una pazzia che sconvolge le loro menti, incitando tutti a pensare solo alla ricostruzione delle proprie case. Quella notte però Forzuto capeggia una rivolta segreta e nell'accampamento degli umani Puffetta chiede ai loro cavalli di allontanarsi mentre gli altri li slegano per poi legare le caviglie dei soldati addormentati. Un pacco esplosivo di Burlone li fa svegliare, ma nella baraonda che si viene a creare, i Puffi cadono giù da un ramo direttamente nella pentola sul fuoco. Solo Inventore riesce a salvarsi e torna al villaggio per chiedere aiuto. Grande Puffo viene messo al corrente dell'accaduto e riesce a recuperare gli altri. Più tardi rimprovera i rivoltosi che gli hanno disubbidito equiparando il loro comportamento a quello degli umani.

## I tre puffettieri
- Titolo originale: The Three Smurfketeers

### Trama
Nella rappresentazione teatrale allestita dai Puffi, le famiglie di Puffingham e Puffington sono in lotta tra di loro. Tontolone Puffingham chiede al padre di poter andare in città, ma gli viene risposto che lui è un semplice ragazzo di campagna e che deve evitare di incontrare dei Puffington. Puffetta Puffington è invece promessa sposa al principe Pauroso, ma non lo vuole e decide di abbandonare la città per la campagna. Ancora una volta scompaiono le quinte del teatro per lasciare spazio all'ambiente reale in cui si svolge la storia. Tontolone e Puffetta si incontrano, ma all'arrivo delle guardie lei fugge via, mentre lui decide poco dopo di cercarla per chiedere la sua mano. In città la sua presenza provoca subito una rissa da cui viene salvato dai tre puffettieri che decidono di aiutarlo a sposare Puffetta e lo sostituiscono a Pauroso durante il matrimonio.
Informazioni: La storia è ispirata alla tragedia di William Shakespeare Romeo e Giulietta con contaminazioni del romanzo I tre moschettieri, opera del 1844 di Alexandre Dumas.

## Puffi celestiali
- Titolo originale: Heavenly Smurfs
- Titoli ulteriori: Riedizione in DVD Scherzi e dispetti da Puffi angioletti

### Trama
Gargamella e Birba perdono i sensi mentre inseguono i Puffi e Burlone escogita uno scherzo per far loro credere di essere morti. Con l'aiuto di Sarto e Inventore allestisce una scenografia con finte nuvole e costumi da angeli, e si erge a giudice del Paradiso pronto a giudicare il mago al suo risveglio. A Gargamella viene fatto credere di poter evitare l'Inferno solo tornando in vita sulla terra e comportandosi bene con i Puffi. Birba scopre il trucco ma viene messa a tacere dal suo padrone disposto a redimersi e ad aiutare i Puffi nei loro lavori. Dopo una dura giornata di lavoro Gargamella torna a casa a riposarsi e riceve la visita di tre Puffi vestiti da angeli che gli dicono di essere scesi sulla terra per verificare il suo operato, ma mentre vanno via Birba Birba stacca le finte ali ad uno di loro e Gargamella, capito l'inganno, decide di vendicarsi. L'indomani, dopo essersi fatto condurre al villaggio, svela il suo vero carattere cercando di catturare i Puffi con un retino, ma Grande Puffo, fino ad allora costretto a letto con un piede fasciato, messo al corrente dell'accaduto da Puffetta, si finge la sua coscienza e riesce a metterlo in fuga.
Informazioni: Da questo episodio e fino alla fine della stagione nella versione italiana la voce di Gargamella è affidata a Claudio Sorrentino che caratterizza il personaggio con una particolare risata (ih ih ih, ah ah ah) ripresa anche da Birba. Nella terza stagione tornerà il doppiatore storico di Gargamella Gastone Pescucci.

## Dal pianeta Puffo
- Titolo originale: It Came from Outer Smurf
- Titoli ulteriori: Riedizione in DVD Un oggetto extrapuffo

### Trama
Sognatore si interroga sull'esistenza dei "marziapuffi" e spera sempre di poterne incontrare uno. Quando vede un globo di luce cadere nella foresta il suo desiderio si avvera perché incontra uno strano essere che galleggia nell'aria a testa in giù e parla una strana lingua. Il Puffo spaventato fugge via e poco dopo l'extraterrestre, staccando un cristallo dal globo con cui è precipitato, assume il suo aspetto. Sognatore racconta tutto ai suoi amici, ma nessuno gli crede. Quando scopre che il marziano ha le sembianze di un Puffo, non riuscendo a dimostrare che ha ragione, se ne va offeso. Il piccolo essere dispiaciuto decide di tornare nello spazio, ma si accorge di aver perso il cristallo che ha staccato prima e che è la chiave della sua astronave. Nel frattempo Tontolone cerca un perno per la ruota del mulino ad acqua di Inventore e trova il cristallo, che con la rotazione provocata dalla corrente inizia a brillare ed a far girare vorticosamente la ruota provocando una tempesta. Sognatore ricorda di aver già visto quell'oggetto e va a cercare il suo amico che riesce a riprendere la sua chiave salvando il villaggio. Purtroppo però la ruota fuori controllo sta per travolgerlo quando Sognatore gli salva la vita. Raccontato l'accaduto, ancora una volta nessuno gli crede, tranne Grande Puffo che poco dopo vede nel cielo la scia luminosa dell'astronave che riparte.

## L'incantesimo di Maltrocchio
- Titolo originale: The Sorcery of Maltrochu

### Trama
Solfami chiede delle pozioni a Grande Puffo con cui esercitarsi in esperimenti di alchimia, ma non ottiene grandi risultati. Dopo aver trasformato la corona d'oro del re in piombo, viene condannato a continui lavori nel castello durante i quali incontra un cane parlante che però torna ad abbaiare al cospetto degli altri. Tutti credono che si tratti di un ennesimo scherzo, ma Johan è costretto a credergli quando il cane parla accanto a lui durante il sonno. Poco dopo l'animale fornisce la spiegazione presentandosi come il cavaliere Thierry, vittima di un incantesimo del barone Maltrocchio, suo rivale in amore. Johan decide di recarsi dal barone a cui dice di esser in viaggio verso il castello di lord Blumington perché Solfami vuole chiedere la mano di sua figlia Cordelia. Maltrocchio nasconde la sua gelosia e decide di utilizzare la sua pozione magica per trasformarli in cani durante la notte. Nel frattempo il cane, lasciato nella stalla di una locanda, ricomincia a parlare durante il sonno e l'oste decide di portarlo dal barone per spillargli un po' di soldi. Poco dopo Johan sventa l'agguato dell'alchimista del castello, ma nel prendere la pozione magica Solfami viene colpito da alcune gocce e si trasforma in un bulldog. Tornati a riprendere il cane, i due amici trovano Maltrocchio alla locanda, ma riescono a fuggire pur senza recuperare l'animale. Johan decide di chiedere aiuto ai Puffi e poco dopo li incontra nella foresta, mentre il barone si reca da Cordelia per chiedere nuovamente la sua mano rivelandole che il suo amato è ormai diventato un cane e che potrà tornare normale solo se lei accetterà le nozze. Solfami torna normale grazie all'antidoto scoperto da Grande Puffo e assieme a lui e a Johan riparte alla ricerca del cane. Per strada un pasticcere li informa del matrimonio imminente tra Cordelia e Maltrocchio e per arrivare in tempo Grande Puffo decide di proseguire in volo chiamando la sua amica cicogna Bianca. Ser Thierry torna normale e viene liberato giusto in tempo per impedire le nozze. Maltrocchio cerca di fuggire con l'oro di Blumington, ma Solfami lo trasforma in piombo bloccando così la sua inutile fuga.
Informazioni: La storia è tratta dal fumetto del 1967, poi ripubblicata in album nel 1972 col titolo Le sortilège de Maltrochu (in Italia Il cane parlante sul Corriere dei Piccoli). L'avventura fa parte della collana di John & Solfami e i Puffi sono ancora personaggi secondari, ma con maggiore spazio rispetto agli albi precedenti. Nel fumetto Cordelia si chiama Genevieve e non è Solfami a doverla sposare, ma deve solo chiedere la sua mano per uno dei nipoti del re. Inoltre Solfami diventa un cane mentre fa da cavia a Omnibus che testa su di lui un antidoto senza successo per cui decide di chiedere l'aiuto di Grande Puffo.

## Puffetta e Squitty
- Titolo originale: Squeaky
- Titoli ulteriori: Riedizione in DVD Un topolino per Puffetta

### Trama
Puffetta trova un topolino privo di forze e decide di curarlo. Quando l'animaletto si riprende viene chiamato Squitty (Squeaky nell'originale americano) e Puffetta chiede a Grande Puffo se può tenerlo con sé, ma lui le consiglia di riportarlo nella foresta dandogli la possibilità di ricongiungersi alla sua famiglia. Il topino però torna indietro e rimane nel villaggio. È proprio lui ad accorgersi per primo che durante la notte il laboratorio di Grande Puffo ha preso fuoco ed avverte Puffetta che dà l'allarme. Il fuoco viene spento, ma il fumo fa male a Squitty che il giorno dopo viene trovato morto. Dopo la sepoltura, Puffetta non accetta la sua scomparsa e va via dicendo di non voler più amare nessuno. Grande Puffo trova una sua lettera in cui spiega di aver abbandonato il villaggio non riuscendo a sopportare l'idea che anche qualche Puffo potrebbe morire. Poco dopo Segugio guida una spedizione alla sua ricerca che termina sulla montagna nebbiosa. Nel frattempo, per salvare uno scoiattolo da un falco, Puffetta cade in un burrone ed inizia a chiamare aiuto. I Puffi la salvano appena in tempo e lei capisce che non può rinunciare ad amare e che la vita continua anche dopo un grande dolore.

## La parola magica
- Titolo originale: The Kaplowey Scroll

### Trama
Tontolone cade in un rifugio sotterraneo dove trova un'antica pergamena che porta subito a Grande Puffo, che però non riesce a decifrarla subito poiché è scritta in una lingua antica. Dopo aver consultato i suoi libri legge l'incipit del manoscritto mentre allontana con la mano la mosca di Sciattoso. Pronunciando la parola "kaplowey" Vola Vola scompare e proseguendo a leggere ne comprende il motivo: "potente sarà colui che pronuncerà questa parola e colui al quale sarà rivolta ne pagherà di persona sparendo, svanendo o morendo per sempre e sarà maledetto colui che pronuncerà questa parola in un momento di collera". Grande Puffo dice a tutti di non pronunciarla mai, ma i Puffi non resistono. La situazione culmina con Brontolone che, in un impeto di ira, pronuncia la parola contro Burlone che scompare nel nulla. Grande Puffo pensa che riportare la pergamena nel suo posto d'origine possa essere una soluzione, ma nel frattempo anche Gargamella trova la stanza sotterranea dopo aver letto una mappa che ne indicava il nascondiglio. Il mago si nasconde mentre Tontolone ripone la pergamena dove l'aveva trovata e poco dopo prova a leggerla senza capirla. Quando i Puffi si rendono conto che il potere magico della parola non è scomparso, tornano indietro per rivolgerlo proprio contro la stessa pergamena, ma si accorgono che qualcuno l'ha presa. Trovata la mappa di Gargamella, Grande Puffo capisce tutto e corre dal mago prima che possa decifrare la parola. Distrutto il manoscritto, Vola Vola e Burlone riappaiono.

## Il folletto della foresta pietrificata
- Titolo originale: The Goblin of Boulder Wood

### Trama
Johan e Solfami partecipano ad un pic-nic dei Puffi e raccontano di quando, prima che si conoscessero, un folletto terrorizzava tutti quelli che passavano nella Foresta Pietrificata mangiando le loro provviste. La narrazione inizia con Johan che scopre subito la vera identità del folletto: si trattava proprio di Solfami, che rimasto senza lavoro, placava la sua fame mangiando tutto quello che gli capitava a tiro. Per farlo smettere di rubare il cibo, Johan decide di presentarlo al re come giullare, ma al castello si diffonde la notizia che il folletto ha rapito la principessa Savina attaccando i soldati della sua scorta. Johan non crede Solfami capace di un gesto simile ed assieme a lui scopre il piano dei soldati, veri responsabili del misfatto per conto di un certo Waltriquet. Anche ser Piéfroy, uno dei cavalieri del re, è coinvolto e Johan viene catturato mentre lo insegue. Solfami lo libera e poco dopo, trovata la cella in cui è rinchiusa Savina, tentano una fuga rocambolesca assieme a lei, ma solo Solfami riesce a scappare per andare a metter in guardia il re sul conto di ser Piéfroy e tornare con l'esercito al castello di Waltriquet per sconfiggerlo.
Informazioni: L'episodio riprende il fumetto omonimo di Peyo del 1954 che introduce il personaggio di Solfami, quattro anni prima della creazione degli stessi Puffi. Nella serie animata, per ripristinare la cronologia degli eventi viene utilizzato l'espediente narrativo del racconto attorno al fuoco da parte di Johan e Solfami agli amici blu, che così mantengono la loro presenza in puntata senza stravolgere la storia originale. Anche il personaggio di Madame Barbara è un'aggiunta rispetto al fumetto mentre Savina prende il posto della bionda principessa Anne, nipote del re.

## Golosone supergoloso
- Titolo originale: Gormandizing Greedy
- Titoli ulteriori: Riedizione in DVD Il Puffo Golosone

### Trama
Golosone è diventato troppo pesante e Grande Puffo lo mette a dieta. Segugio prova a togliergli tutti i dolci che ha nascosto in casa e Forzuto lo segue nella ginnastica, ma Golosone di notte saccheggia il magazzino del villaggio. Gli altri Puffi si accorgono che non ha perso peso quando, facendo fatica a correre, viene catturato da Gargamella e Grande Puffo dovrà provvedere a liberarlo.

## Non sprecare, non puffare
- Titolo originale:Waste Not, Smurf Not
- Titoli ulteriori: Riedizione in DVD La cucina superautomatica

### Trama
I Puffi sono stanchi di trasportare pesanti carretti pieni di puffragole e Inventore crea la "macchina raccoglitrice puffomatica" che si occupa del raccolto al posto loro. La macchina è così efficiente che Golosone non riesce a cucinare tutto in tempo prima del carico successivo. Inventore allora costruisce un'enorme cucina automatica, ma l'eccesso di cibo prodotto porta presto allo spreco. i Puffi non si rendono conto che così facendo hanno consumato tutte le provviste ed hanno svuotato i campi. Inventore cerca di mettere in guardia gli altri che addirittura giocano a "fruttball", una sorta di baseball con le angurie al posto della pallina, ma nessuno gli crede. Solo quando la macchina salta le consegne, Quattrocchi si allarma e credendo che la cucina puffomatica sia guasta cerca di ripararla, riuscendo in realtà solo a demolirla. I Puffi si rendono conto che è rimasta solo una puffragola, ma sprecano anche quella schiacciandola tutti insieme. Per fortuna Grande Puffo svela di aver nascosto molte provviste e di non averlo detto prima per far imparare la lezione a tutti.

## L'esercito di Johan
- Titolo originale: Johan's Army

### Trama
Dopo essere stato informato da tre sudditi della presenza di un orco che minaccia il suo regno, il re dà ordine all'intero esercito di abbandonare il castello per dargli la caccia. Johan e Solfami nel frattempo chiedono aiuto al mago Omnibus, che trovano intento a fare esperimenti assieme a Grande Puffo. Quest'ultimo dice di avere la formula adatta per combattere gli orchi nel suo laboratorio e si fa accompagnare al villaggio dai due amici a cui consegna due fiale e sottolinea di non respirare il filtro magico, perché ha effetto anche sugli uomini, in cui indurrebbe un sonno profondo. Johan e Solfami partono alla ricerca dell'esercito del re, ma i cavalieri sembrano scomparsi lasciando nel bosco solo i loro cavalli. Poco dopo vengono ritrovati immobilizzati nelle proprie armature e riferiscono che non esiste nessun orco e che si trattava solo di una trappola ordita da Ugolino. Johan e Solfami corrono al castello ad avvisare il re, ma non sanno che con loro viaggiano nascosti quattro Puffi in cerca di avventure. In realtà il castello è già stato preso da Ugolino e ben presto anche gli eroi vengono catturati. Ugolino lascia cadere la chiave della loro cella nell'acqua del fossato che circonda il castello, ma i Puffi escono fuori dal mantello di Johan e la recuperano. Posizionando delle armature vuote sulle mura, Johan fa credere ai nemici che l'esercito è tornato e grazie ad un congegno di Inventore i fantocci riescono a scagliare sacchi di farina e grano sugli impostori. Anche Savina e Madame Barbara danno il loro contributo mentre Johan attira Ugolino verso Solfami che è pronto a lanciargli addosso la fiala del sonno di Grande Puffo, ma sbaglia mira e cade vittima del suo stesso piano assieme all'amico. Intanto i Puffi vedono che l'esercito è tornato e provano ad abbassare il ponte levatoio, ma non hanno la forza sufficiente. Savina li vede e decide di aiutarli. Grazie alle lezioni di tiro con l'arco che Johan le ha impartito di nascosto, riesce a colpire la corda che tiene sollevato il ponte e i soldati possono entrare e catturare Ugolino e i suoi complici. Quando Solfami si risveglia, non rendendosi conto che è tutto finito, alla vista di Ugolino gli lancia contro la seconda fiala del sonno ed addormenta tutti.

## La città perduta di Yore
- Titolo originale: The Lost City of Yore
- Titoli ulteriori: Riedizione in DVD Le sorelle streghe

### Trama
Curiosone è un po' troppo invadente e disturba il lavoro degli altri Puffi, fino a far distrarre Grande Puffo durante un esperimento. Per farsi perdonare si reca nella Grande Palude per raccogliere gli ingredienti necessari per ricreare la pozione. Quattrocchi e Tontolone lo accompagnano, ma non riescono a fermarlo quando la sua curiosità li fa finire nelle mani di due streghe gemelle che cercano una pergamena capace di condurle nella città perduta di Yore. Dopo aver trovato lo scrigno contenente la mappa, le streghe portano i Puffi con loro, credendoli dei portafortuna. Nel frattempo Gargamella giunge a casa loro per chiedere degli ingredienti, ma le sorelle lo scacciano via, non prima di avergli fatto vedere di aver catturato i Puffi. Dalla finestra Gargamella ascolta i discorsi tra le streghe e Curiosone a cui spiegano che stanno cercando un potente scettro magico custodito a Yore da uno stregone. Il mago decide di accamparsi nei paraggi per poterle seguire l'indomani. Durante la notte Grande Puffo riesce a rintracciare i tre prigionieri e a liberarli, ma ancora una volta la curiosità di Curiosone li mette nei guai facendo svegliare le sorelle streghe che imprigionano tutti in un cestino ed assieme a loro partono per Yore a cavallo della loro scopa. Arrivate davanti alla città perduta, Gargamella le cattura e con la loro scopa e il cestino con i Puffi, supera il muro di fiamme che circonda Yore e vi precipita all'interno. I Puffi fuggono e provano a trovare lo scettro prima del mago. Arrivati nel laboratorio dello stregone, Grande Puffo capisce che lo scettro lo ha trasformato in polvere. Individuato lo scrigno che lo contiene, Curiosone si precipita ad aprirlo, ma la potente magia contenuta al suo interno stordisce Grande Puffo, mentre Gargamella li raggiunge assieme alle due streghe che nel frattempo si sono liberate. Inizia una lotta fra loro per il possesso dello scettro, ma i Puffi ne approfittano per distruggerlo lanciandolo nel fossato intorno al castello. Grande Puffo rinviene e mentre tutto sta per crollare a causa del potere malefico sprigionatosi dallo scettro, tutti fuggono via per mettersi in salvo. Mentre le due streghe continuano ad inseguire Gargamella, Curiosone dimostra di non aver imparato la lezione e di non poter resistere alla curiosità anche se ciò gli porta guai.
Informazioni: In questo episodio fa la sua prima apparizione il Puffo Curiosone, che nella settima stagione diventerà Puffo Giornalista.

## La fontana magica
- Titolo originale: The Magic Fountain

### Trama
Johan e Solfami portano Grande Puffo in mare per aiutarlo a raccogliere alghe, ma la loro nave affonda durante una tempesta. I Puffi vengono trascinati dalle onde in un cestino mentre i due ragazzi approdano su un'isola e vengono tratti in salvo da una coppia di agricoltori che poco dopo difendono dai soprusi del perfido Gracco (Gracauchon nel fumetto) che chiede loro più grano. Il contadino Lupo, dopo averli ringraziati, li manda nella foresta a nascondersi prima che Gracco torni con i rinforzi. Il malvivente si lancia all'inseguimento coi cani, mentre nel bosco i Puffi ritrovano i loro amici e li aiutano a mettersi in salvo. Più tardi Lupo prova a riportare Johan e Solfami a casa sua, ma nel tragitto non riesce a stare al passo ed è costretto a spiegare come tutta la popolazione si stanchi facilmente a causa dell'incantesimo di una strega. L'unico rimedio per riacquistare le forze e ribellarsi a Gracco sarebbe l'acqua di una fontana magica che nessuno di loro è mai riuscito a raggiungere perché il viaggio è troppo faticoso, ma Johan e Solfami si offrono di andare a prenderla. I Puffi, nascosti tra i cespugli, scoprono che c'è un traditore tra gli "stanchi" che sta per avvisare Gracco del loro viaggio ed anticipano la partenza. Il primo ostacolo da superare è l'assalto di un gigante, segue l'orribile grotta e il guardiano della fonte col serpente a quattro teste. Johan riesce ad arrivare ugualmente all'acqua, ma al villaggio Gracco cerca di prendergliela. Durante la colluttazione i Puffi riescono a portare la borraccia agli "stanchi" che riacquistano le forze e sconfiggono i malviventi.
Informazioni: L'episodio si ispira al fumetto del 1956 intitolato La source des dieux, uno dei primi albi della collana John & Solfami, in cui i Puffi non appaiono perché non ancora creati da Peyo. Oltre alla loro presenza, ci sono altre differenze tra il cartone animato e la storia originale in cui la fontana non è chiamata "magica" ma "degli Dei" e inoltre Johan e Solfami non sono in mare per aiutare Grande Puffo, ma stanno tornando dal viaggio della loro precedente avventura tra i vichinghi (Le serment des vikings del 1953).

## Il re impostore
- Titolo originale: The Imposter King

### Trama
I Puffi costruiscono un'arpa per il compleanno di Solfami, mentre un finto sarto penetra nel castello per poi sostituirsi al re come suo sosia ed arrivare al tesoro. Molti gioielli vengono nascosti in un busto cavo del re che sarebbe stato presto portato fuori dalle mura come dono per il matrimonio del principe Morris. Prima della partenza per la cerimonia, la principessa Savina si accorge che suo zio ha qualcosa che non va e chiede a Johan e Solfami di farle da scorta. Solfami è contrariato perché deve rinunciare alla sua festa di compleanno, ma non può rifiutare. Durante il tragitto la carrozza reale viene avvistata dai Puffi che consegnano il loro regalo e salutano il finto re, ma poco dopo scoprono il vero re legato ad un albero che sta per essere sbranato dai lupi. Nel frattempo i complici dell'impostore bloccano la carrozza e combattendo con Johan distruggono l'arpa di Solfami, ma non riescono ad impossessarsi del busto. Johan inizia a sospettare che con loro viaggi un impostore, ma assieme a Savina viene addormentato dal finto re che fugge col tesoro. Poco dopo i Puffi arrivano col vero re e Grande Puffo riesce a svegliare i suoi amici preparando un infuso di salsapariglia, mentre Vanitoso, Puffetta, Golosone e Stonato riescono a salire sulla carrozza ed a lasciare per strada delle tracce gettando pian piano i gioielli della corona. Johan e Solfami si lanciano all'inseguimento e fermano i ladri.

## Per amore di Gargamella
- Titolo originale: For the Love of Gargamel
- Titoli ulteriori: Riedizione in DVD Per amor di Gargamella

### Trama
Gargamella crea un filtro pietrificante, ma ne rimane vittima assieme a Birba. I Puffi in un primo momento festeggiano finché Grande Puffo spiega a tutti che si sente in dovere di trovare un antidoto, altrimenti sarebbe come comportarsi al suo stesso modo. Nel laboratorio di Gargamella la pagina del libro con la formula è strappata e non resta che tornare al villaggio a consultare tutti i libri di magia. Questa sua decisione crea agitazione tra i Puffi tanto che Pittore perde l'ispirazione e Burlone non si diverte più. Quando Grande Puffo scopre che l'ingrediente mancante è l'erba del dolce risveglio, manda Segugio a cercarla sui dirupi ai margini della foresta. Il Puffo si avvia controvoglia, ma durante un temporale resta vittima di una frana e dopo essere stato salvato dai suoi amici, si rende conto di quanto sia preziosa la vita e di come anche Gargamella abbia diritto di continuare a vivere.

## Gli incredibili Puffi
- Titolo originale: The A-maze-ing Smurfs
- Titoli ulteriori: Riedizione in DVD La scatola magica

### Trama
Burlone prova a far scomparire uno dei suoi pacchi esplosivi, ma l'esito è disastroso. I suoi amici si fanno beffe di lui e Grande Puffo chiede spiegazioni. Burlone rivela di aver provato a realizzare un trucco magico che ha letto su un libro di Melchiorre il Magnifico, un mago che vive molto lontano in un castello circondato da un labirinto. In quel momento il mago si sente male e spiega al suo coniglio Boregar come viva sempre nel terrore che qualcuno attraversi il labirinto e che scopra come sia solo un nano raffreddato. Solo una persona gentile e più piccola di lui potrebbe curarlo, e gli ritorna in mente di come molti anni prima, quando era solo un apprendista, il Grande Puffo lo aiutò nella foresta. Decide allora di scrivergli un messaggio che affida al suo piccione viaggiatore Basil. Al villaggio Grande Puffo capisce che si tratta di quello che lui conosceva come Melchiorre il giullare e parte per aiutarlo. Burlone è entusiasta della notizia, ma gli viene impedito di seguirlo fino al labirinto. Poco dopo, seguito a sua insaputa da Puffetta, Vanitoso, Golosone, Tontolone e Quattrocchi, decide di disobbedirgli e di raggiungerlo. Nel frattempo Gargamella e Birba sperimentano l'uso di una bacchetta da rabdomante capace di scovare i Puffi e si mettono sulle loro tracce. Grande Puffo arriva al castello e poco dopo lo raggiunge anche Burlone che supera gli scherzi disseminati nel labirinto. Melchiorre non vuole essere visto da lui e si nasconde sotto le coperte, ma uno starnuto le fa volare via scoprendolo agli occhi del Puffo che si stupisce per la sua statura. Anche gli altri arrivano a destinazione e vengono salvati dalle grinfie di Gargamella proprio dalle trappole magiche nascoste tra le siepi che li fanno precipitare nella stanza di Melchiorre attraverso il camino. Anche Gargamella e Birba atterrano davanti a loro e il piccolo mago tremante si nasconde ancora una volta. Burlone, deluso dal suo mito, gli dà del codardo e si lascia catturare, ma Melchiorre reagisce e fa scomparire Gargamella nella scatola magica del "magnifico scherzo" che Burlone non era riuscito a realizzare al villaggio. Alla fine Melchiorre pranza insieme ai puffi e regala a Burlone un pacco che una volta aperto esplode, come quelli che il puffo è solito regalare.
Informazioni: Questo episodio introduce il personaggio di Melchiorre, il piccolo mago del labirinto, che riapparirà anche nella stagione successiva nell'episodio Il tonico miracoloso.

## Il castello del fantasma
- Titolo originale: The Haunted Castle

### Trama
Durante un temporale Johan e Solfami trovano riparo in un castello abbandonato. Poco dopo anche Grande Puffo, Quattrocchi e Puffetta condividono la stessa sorte con loro. Solfami è spaventato dai rumori e quando vede una campana suonare da sola appare un fantasma che lo terrorizza. Lo spettro cerca di spiegargli che non vuole spaventarlo, ma alla vista dei Puffi fugge via impaurito a sua volta. Chiarita la situazione lo spirito si presenta come Aldebert De Baufort e racconta la sua storia dicendo che un tempo era il padrone del castello e che le terre nei dintorni non apparivano aride ma erano attraversate da sette sorgenti poi essiccate dalla strega cattiva Sarah. La siccità aveva allontanato i sudditi e gli antenati di Aldebert, credendolo responsabile, avevano deciso che sarebbe rimasto nel castello finché le sorgenti non avessero ridato acqua. Johan decide di liberare il fantasma dalla maledizione, ma Grande Puffo dice che solo la strega avrebbe potuto rimetter le cose a posto, ma purtroppo era morta da oltre 100 anni. Johan suggerisce che forse Sarah aveva passato le sue abilità magiche a qualcun altro, e Grande Puffo si ricorda di un mago che abita nelle vicinanze e che gli riferisce che i poteri di Sarah sono ormai in mano a Rachele la fattucchiera. Grande Puffo la conosce e porta tutti a casa sua dove la donna dà loro una bacchetta rabdomantica che trova le sorgenti scomparse e le fa riemergere. Mentre i Puffi riportano la bacchetta a Rachele, Johan e Solfami tornano al castello per riferire l'accaduto al fantasma, ma questi rivela che in realtà sarà veramente libero solo se il vero erede del castello ritornerà entro i prossimi due giorni e mostra a Johan l'emblema che il suo discendente dovrebbe possedere. L'indomani si presentano al castello quattro sedicenti eredi che iniziano a litigare tra loro, ma poco dopo arriva il servo di Jean De Baufort dicendo che solo il suo padrone ha l'emblema. I quattro contendenti decidono di rubarlo ed imprigionano Johan e Solfami. Quando anche i Puffi fanno ritorno, riescono a liberarli con l'aiuto del fantasma giusto in tempo per salvare da un agguato Jean e portarlo entro mezzanotte al castello dove gli impostori vengono sconfitti e il fantasma scompare riacquistando la libertà.
Informazioni: La storia si basa sul fumetto del 1959 intitolato La guerre des sept fontaines, seconda avventura della collana John & Solfami in cui appaiono i Puffi, seppur con un ruolo minore rispetto a quello del cartone animato. Notevoli sono le differenze tra il racconto originale e l'episodio: in particolare nel fumetto il fantasma del castello da vivo era un alcolizzato che aveva chiesto alla strega di trasformare le sette sorgenti in vino e si era poi pentito vedendo la rovina dei raccolti. Dopo aver supplicato la strega di riportare l'acqua, Sarah si era rifiutata di accontentarlo facendo sparire completamente le fonti. A causa della censura statunitense parte della trama è stata modificata.

## I Puffi navigatori
- Titolo originale: Smurfs at Sea

### Trama
Grande Puffo racconta un'avventura accaduta qualche anno prima a Sognatore partito per mare con alcuni compagni a bordo del "Puffo del mare" (Sea Smurf nell'originale). I Puffi vivono mille disavventure: vengono inghiottiti da una balena (a misura di Puffo), finiscono nella rete di un pescatore, vengono assaliti dai pirati e inseguiti dalle api. Tornati a casa raccontano di come sia stato infruttuoso il viaggio, ma solo in seguito ne avrebbero scoperto la reale importanza grazie ad alcuni semi raccolti su un'isola da Golosone, che avrebbero dato loro i migliori cespugli di puffbacche.

## Amici per la pelle
- Titolo originale: One Good Smurf Deserves Another

### Trama
Tontolone viene salvato da Inventore dalle grinfie di Gargamella e non sa come sdebitarsi. Pur provando ad offrire il suo aiuto, non fa che provocare guai. Inventore non sa come sbarazzarsi di lui senza urtare la sua suscettibilità e chiede aiuto a Grande Puffo che escogita un piano. Dopo aver costruito un finto mostro, Inventore dovrà chiedere aiuto proprio a Tontolone che potrà salvarlo e così pagare il suo debito. Purtroppo però un mostro vero arriva al villaggio, ma tutti pensano che sia quello falso. Inventore si accorge troppo tardi di essere tra le braccia della creatura, ma Tontolone riuscirà comunque a salvarlo.

## Il morbo blu
- Titolo originale: The Blue Plague
- Titoli ulteriori: Riedizione in DVD Per il bene di tutti i Puffi

### Trama
I Puffi raccolgono le zengiberacee, bacche verdi e succose, che germogliano nella foresta una volta all'anno, ma vengono interrotti dall'arrivo di un rospo. Grande Puffo capisce il suo linguaggio e spiega agli altri che si tratta di un principe trasformato da un mago cattivo con un incantesimo che diventa irreversibile dopo tre giorni e ormai è già arrivato al terzo giorno. Grande Puffo abbandona gli altri per correre col rospo al burrone puffo e preparare il cataplasma di porro di muschio per salvarlo. Stanco dei difetti dei suoi compagni, Quattrocchi approfitta della sua assenza per usare il laboratorio e creare una pozione magica per rendere tutti gli altri Puffi perfetti come lui, ma manca un ingrediente e decide di andare a prenderlo da Gargamella. Quattrocchi non si accorge di aver bucato la sua borsa e lascia una scia di polvere d'erbaccia che il mago segue sperando di arrivare al villaggio, ma la traccia finisce prima e Gargamella, pensando che il ladruncolo sarebbe tornato nuovamente da lui, lascia in bella vista una pozione per la cura di tutte le malattie che in realtà trasforma i Puffi in esseri giallognoli che fluttuano in aria come uccelli. Quattrocchi, disperato per l'errore commesso, torna da Gargamella per chiedergli aiuto. Il mago si offre di curare i Puffi andando bendato al villaggio, ma giunto a destinazione li mette tutti in un sacco. Quattrocchi fugge e arriva da Grande Puffo che ha appena trasformato il rospo in principe. Questi si offre di aiutarli ed insegue Gargamella mentre Birba, attratta dalla zuppa sul fuoco, la beve senza sapere che dentro c'è la pozione magica che all'istante la trasforma. Il sacco viene sottratto al mago e il contenuto viene sostituito proprio con Birba che lo contagia appena arrivati a casa, mentre Grande Puffo prepara un antidoto per riportare la normalità nel villaggio.

## L'ultima risata
- Titolo originale: The Last Laugh

### Trama
Gargamella inventa un filtro esilarante che sparge nella foresta con la speranza di catturare qualche Puffo. Brontolone e Burlone sono le sue prime vittime che tornano al villaggio senza smettere di ridere. Grande Puffo riesce a guarirli con un antidoto, ma vede avvicinarsi la nuvola magica che potrebbe contagiarli tutti e chiede a Sarto di cucire tra loro i lenzuoli per realizzare una sorta di tendone sotto cui mettere tutti al riparo. Quattrocchi però lo buca inavvertitamente e Gargamella arriva presto attratto dalle loro risate. Solo Grande Puffo riesce a mettersi al riparo e con l'aiuto di un alce riuscirà a salvare gli altri.

## Il mago corvo
- Titolo originale: The Raven Wizard

### Trama
Il conte Gregor è il nuovo precettore di Savina, ma il suo scopo è solo quello di rapirla. Dopo aver riacquistato le sue vere sembianze, si presenta come "il mago corvo" e vola via con la principessa, ma prima Solfami gli strappa un sacchetto che contiene una pietra preziosa. Johan decide di portarla al mago Omnibus. Giunto nel suo laboratorio Gregor racconta la propria storia a Savina: da giovane era un potente mago che dopo aver sfidato tutte le leggi della natura era stato condannato a vivere con la testa di un corvo, ma finalmente aveva scoperto il modo di tornare nuovamente uomo unendo la bellezza della principessa col potere della sua pietra sotto la luna piena. Quando si accorge di averla persa, grazie alle arti oscure riesce a vedere e sentire Johan e Solfami mentre dicono di dover portare l'amuleto ad Omnibus e cerca di fermarli con la magia, ma Savina disturba il suo incantesimo. Il mago corvo è costretto a raggiungerli e trasforma Omnibus in ghiaccio riprendendosi la pietra. Poco dopo arrivano i Puffi per festeggiare con lui il solstizio d'estate, ma trovano solo Johan e Solfami con una statua di ghiaccio che si sta liquefacendo. Grande Puffo attiva un incantesimo che crea una fresca brezza che rallenta lo scioglimento del suo amico mago e grazie al fiuto di Segugio raggiunge con gli altri il castello di Gregor. Solfami prova a liberare la principessa, ma quando la sua faccia viene colpita dallo stesso fascio di luce che sta assorbendo la bellezza di Savina, il cristallo si infrange e il conte si trasforma completamente in corvo. Nel frattempo i Puffi utilizzano il suo laboratorio per creare un antidoto con cui far tornare umano Omnibus e riescono a salvarlo in tempo.

## L'anello di Castellac
- Titolo originale: The Ring of Castellac

### Trama
Un uomo sviene per la fame davanti ai Puffi e cadendo perde il suo anello. Quando si riprende arriva ad una locanda in cui stanno pranzando Johan e Solfami e si presenta come Uberto, duca di Castellac, che tutti credevano scomparso in mare tre anni prima, mentre in realtà era stato rinchiuso nelle prigioni di ser Ercole di Grottascura da cui era finalmente riuscito a fuggire. Nel frattempo i Puffi trovano l'anello su cui è inciso il suo nome e decidono di cercarlo per restituirglielo. Seguendo le sue orme arrivano da Johan e Solfami, ma Uberto è stato nuovamente rapito. Tutti insieme si recano a Castellac per salvarlo, ma si stupiscono nel vedere il castello in festa per il ritorno del duca. Solfami riconosce alle sue spalle uno dei rapitori che viene indicato come Dimitri, il consigliere che ha governato in sua vece. Johan decide di vederci chiaro e si catapulta nella torre dove crede di trovare un impostore, ma il duca dimostra di essere quello vero e nonostante riconosca i suoi amici ordina di farli rinchiudere. Johan e Solfami cercano una via di fuga ed incontrano Vostramanus, l'alchimista di corte che spiega loro come Dimitri lo ha costretto a preparare una pozione magica per assoggettare il duca alla sua volontà. L'unico modo per smascherarlo è arrivare alla pergamena chiusa nella cassaforte di ser Ercole, sulla quale è scritto il suo piano. Giunti sull'isola di Grottascura, Solfami decide di presentarsi come menestrello ed incredibilmente la sua voce stridula conquista ser Ercole che lo ricompensa con una moneta che prende dal baule in cui è riposta la pergamena. I Puffi riescono a prenderla e con Johan e Solfami tornano a Castellac mentre il duca sta per abdicare in favore di Dimitri. Quest'ultimo riconosce la pergamena e la strappa prima che possa essere letta, ma l'alchimista decide di farsi forza e di dire a tutti la verità. Dimitri prova a fuggire, ma Johan e Solfami lo bloccano. Grande Puffo fa rinsavire il duca facendogli annusare un mazzolino di mughetti, fiori di loto e papaveri e gli restituisce l'anello.
Informazioni: La storia si basa sul fumetto del 1960 della collana John & Solfami intitolato L'anneau des Castellac, in cui i Puffi non appaiono.

## L'eruzione
- Titolo originale: The Sky Is Smurfing, The Sky Is Smurfing

### Trama
Grande Puffo è costretto a letto da una forte allergia, mentre fuori il cielo si riempie di fumo. Pauroso e Forzuto vanno in ricognizione con Bianca e vengono investiti da una pioggia di pietre e cenere. Tornati al villaggio riferiscono agli altri Puffi che il cielo sta crollando. Grande Puffo ricorda di aver avuto la stessa forma di allergia trecento anni prima durante l'eruzione del vulcano Stropuffoli e decide di far evacuare Pufflandia.
Informazioni: Il nome del vulcano, che nell'adattamento italiano è Stropuffoli, ispirato a Stromboli, nell'originale americano è invece Mount St. Smurf, riferimento a Monte Sant'Elena dello Stato di Washington, che nel 1980 divenne noto per la sua catastrofica eruzione.

## Puffo opportunista
- Titolo originale: Turncoat Smurf

### Trama
Dopo l'ennesimo agguato di Gargamella, Grande Puffo decide di renderlo meno cattivo, ma Tontolone rovescia il suo filtro su Puffetta e Brontolone che si scambiano la personalità. Grande Puffo rimette subito le cose a posto, ma si rende conto di essere troppo stanco per poter creare il filtro giusto e decide di riposarsi per tre giorni con la cura ipnotica del sonno, lasciando delle parole magiche scritte sulla sua porta, in modo che i suoi Puffi possano svegliarlo in caso di bisogno. Quattrocchi nota che tutti approfittano della situazione trascurando le faccende ed inizia a spiarli prendendo nota delle loro negligenze. Dal canto suo cerca di lavorare il più possibile per farsi bello agli occhi di Grande Puffo al suo risveglio, ma gli altri si insospettiscono e lo seguono. Quando Quattrocchi si reca al fiume con un sacco pieno di vestiti da lavare, si rende conto di aver dimenticato la spazzola e il sapone e torna indietro a prenderli. Gli altri Puffi, nascosti dietro a un cespuglio, vedono Gargamella prendere il sacco e credono che Quattrocchi si sia alleato con lui. Tornati al villaggio per avvisare Grande Puffo, non trovano più la formula magica sulla porta perché un uccellino ha portato via il foglio. Quattrocchi viene imprigionato nel magazzino delle provviste, ma riesce a scappare. Nel frattempo Gargamella ha comprato un bulldog, che chiama Zannetta (Snapper nell'originale), a cui fa annusare i vestiti che ha trovato. Il cane lo trascina verso il villaggio mentre Quattrocchi, cercando la formula scomparsa, si imbatte in Birba e nella fuga finisce nel nido dell'uccellino che ha rubato il foglio. Tornato al laboratorio, sveglia Grande Puffo mentre Gargamella sta catturando gli altri. Il filtro creato per sbaglio viene utilizzato per scambiare le personalità del mago e della gatta che fuggono via inseguiti dal cane.

## Il ritorno del Puffo Meccanico
- Titolo originale: The Return of Clockwork Smurf

### Trama
Sir Leopold, zio di re Gerardo e primo ministro del regno, vuole aumentare le tasse e non condivide la politica del nipote. Deciso a prendere il potere, Leopold pensa come prima cosa di sbarazzarsi del Puffo Meccanico. Nel frattempo Gerardo invita la cugina Savina alla festa per il primo anniversario del suo regno e Johan e Solfami naturalmente la accompagnano. Durante il viaggio però vengono raggiunti dall'araldo reale che comunica loro l'annullamento dei festeggiamenti. In realtà dietro a tutto c'è Leopold che ha fatto annegare Puffo Meccanico in una fontana ed ha ottenuta delega dal re per parlare in sua vece poiché troppo affranto per la perdita del piccolo amico. Johan decide di proseguire comunque e scopre la verità. Per aiutare Gerardo lo accompagna al villaggio dei Puffi per chiedere ad Inventore di riparare il Puffo Meccanico, ma l'intervento richiede molto tempo e Gerardo deve tornare indietro per occuparsi del suo regno. Leopold imprigiona tutti ed allaga la cella, ma Gerardo riesce a fuggire in tempo da un passaggio segreto. Segue una dura lotta, mentre a bordo della cicogna Bianca, ritorna Puffo Meccanico ormai ristabilito. Con l'aiuto dei Puffi, sir Leopold viene sconfitto e re Gerardo può ristabilire l'ordine.
Informazioni: Questa puntata segna la seconda apparizione del Puffo Meccanico, già conosciuto nella prima stagione.

## Il piccolo gigante
- Titolo originale: The Littlest Giant
- Titoli ulteriori: Riedizione in DVD L'anello magico

### Trama
Un gigante bambino cammina sulla diga dei Puffi che cede sotto il suo peso facendo inondare il villaggio. Mentre inizia la ricostruzione, il piccolo incontra un gruppo di Puffi a cui dice di chiamarsi Simon e di essersi perso. Grande Puffo si offre di aiutarlo a ritrovare i genitori e gli chiede di aspettarlo nella foresta. Il bambino però disubbidisce ed arriva a Pufflandia. A causa della sua mole distrugge il ponte e la casa di Quattrocchi, e dopo essere stato rimproverato fugge via in lacrime. Poco più tardi viene avvistato da Gargamella a cui riferisce di essere stato dai Puffi. Il mago si finge suo amico e si fa chiamare zio Gargy. Dopo aver fabbricato un anello magico che influisce sul cervello delle persone, lo dona a Simon dicendogli che lo avrebbe aiutato a trovare la strada di casa. In realtà Gargamella riesce a controllare la sua mente per farsi portare al villaggio e per strada riesce anche a catturare alcuni Puffi. Forzuto e Inventore riescono ad uscire dalla tasca del piccolo gigante ed arrampicandosi su di lui, tagliano un frammento della pietra magica dell'anello. In questo modo anche Grande Puffo riesce a comandarlo, allontanandolo da Gargamella e riportandolo a casa.

## Rugiadino lo spiritello d'acqua
- Titolo originale: Bubble, Bubble, Smurfs in Trouble

### Trama
Il folletto Rugiadino ogni mattina riempie di rugiada ogni pianta grazie alla sua bacchetta magica. Rimasto prigioniero della sua stessa goccia, Rugiadino viene liberato da Pauroso a cui, per sdebitarsi, presta la sua bacchetta per un giorno. Grande Puffo però decide di restituire subito il dono ritenendolo pericoloso, ma Pauroso usa le bolle magiche come scudo con cui sfida i suoi amici e addirittura Bue Grasso. Il gigante, non riuscendo a distruggere la goccia di rugiada, la usa come palla finché Pauroso non è costretto ad usare la bacchetta per liberarsi. In quel momento arriva Gargamella che si impossessa dell'oggetto magico ed imprigiona nuovamente il Puffo. Grande Puffo riesce a recuperare la bacchetta che utilizza contro Gargamella e Birba lasciandoli in balia del gigante. Verso sera Pauroso ritrova Rugiadino a cui restituisce volentieri il suo dono.

## Puffo Van Winkle
- Titolo originale: Smurf Van Winkle

### Trama
Mentre Grande Puffo è via, i Puffi, stufi dei guai causati dalla sbadataggine di Pigrone, decidono di fargli uno scherzo. Quando questi si risveglia da uno dei suoi soliti sonnellini, trova il villaggio in abbandono e poco dopo incontra Puffetta, notevolmente invecchiata, che gli spiega come siano passati trecento anni dalla sua scomparsa. Tutti gli altri Puffi hanno una lunga barba bianca e gli chiedono di aiutarli nei lavori, visto che lui appare ancora giovane e in forze. Dopo aver appreso della morte di Grande Puffo, a Pigrone non resta che svolgere tutte le faccende del villaggio, ma dopo una giornata di duro lavoro decide di recarsi nel laboratorio per cercare una formula che faccia ringiovanire i suoi amici. Il risultato sono delle ciambelline blu che vengono servite a colazione. Poco dopo i Puffi diventano bambini e Pigrone capisce di essere stato ingannato dopo aver trovato le loro barbe finte. I Puffolini cercano qualcuno con cui giocare ed arrivano a casa di Gargamella mentre Grande Puffo torna al villaggio e trova il suo libro di magia aperto. Intuendo l'accaduto prepara subito un antidoto e incontrato Pigrone, corre a salvare gli altri. Il filtro magico riporta i Puffi alla normalità, ma contemporaneamente fa invecchiare Gargamella!
Informazioni: Questo episodio ispirerà la stesura della storia a fumetti del 1990 intitolata Lo strano risveglio del Puffo Pigrone, pubblicata per la prima volta a puntate sulla rivista  Schtroumpf! (che spesso riprenderà episodi e personaggi della serie animata) ed in seguito nella serie classica di albi cartonati. Il titolo e la trama richiamano il racconto del 1819 di Washington Irving intitolato Rip Van Winkle, in cui un uomo si sveglia dopo 20 anni.

## Solfami e il principe di Vallechiara
- Titolo originale: The Prince and the Peewit

### Trama
Solfami compra un falcone per addestrarlo e lo chiama Romoletto. Intanto in un regno vicino il principe di Vallechiara è imprigionato dal malvagio Vladimiro che aumenta le tasse e sottomette i contadini. Quando il principe fugge, i sudditi decidono di trovarlo prima di Vladimiro. Nella foresta Johan e Solfami incontrano i Puffi a cui vogliono mostrare come Romoletto obbedisca ai comandi del suo nuovo padrone. Solfami si nasconde per essere cercato dal falco, ma viene catturato dagli scagnozzi di Vladimiro, che lo scambiano per il principe, di cui è il sosia. Johan e i Puffi si lanciano alla sua ricerca e vengono a sapere che il loro amico era stato preso da alcuni soldati, ma dei contadini lo avevano poi liberato. Vedendo su una spada lo stemma dei Vallechiara, Johan arriva alle porte del regno e riferisce a Valdimiro dello scambio di persona, ma l'usurpatore è costretto a fuggire quando i lord si alleano coi contadini. Passando dalla parte del principe, sperano così di mantenere i loro titoli, ignari che si tratta in realtà di Solfami. Johan viene creduto amico di Vladimiro e imprigionato. Al cospetto di Solfami, scopre che il suo amico si finge principe e approfitta degli agi della corte. Ma presto Solfami si rende conto delle responsabilità che il suo ruolo comporta e si oppone ai consiglieri che per riempire le casse del regno cercano di raddoppiare le tasse. Vladimiro li riporta dalla sua parte svelando loro la vera identità di Solfami che è costretto a fuggire. Sia i contadini che i soldati lo inseguono, ma per strada incontrano il vero principe. Nella battaglia che ne segue, i Puffi e il falcone li aiutano a sconfiggere gli avversari e a riportare le cose al loro posto.
Informazioni: L'episodio è tratto dal fumetto del 1957, poi ripubblicato in album nel 1960 col titolo Le sire de Montrésor nella collana di John & Solfami. Nella storia originale i Puffi non appaiono in quanto non ancora creati da Peyo. Il doppiaggio italiano sostituisce il nome di Montrésor con Vallechiara.

## Il bambino fatato
- Titolo originale: The Enchanted Baby

### Trama
Due malviventi rapiscono un bambino dotato di poteri magici per chiederne il riscatto, ma il piccolo riesce a fuggire e ad apparire tra i Puffi che chiedono aiuto a Johan. La principessa Savina decide di occuparsi del bambino finché non si fosse scoperta l'identità dei genitori. In realtà dietro il rapimento c'è Ester, la sorella della madre, che vuole ereditare il patrimonio di famiglia. Presto al castello si accorgono dei poteri del bebè che scompare nei momenti di pericolo e riappare poco dopo. Quando gli araldi del re comunicano alla popolazione di aver trovato un neonato con una voglia a forma di cuore sul braccio, la notizia giunge alle orecchie della madre malata, che però non riesce ad alzarsi dal letto. Purtroppo sarà proprio la sorella cattiva ad offrirsi di recuperare il nipotino. Savina capisce che qualcosa non quadra e decide di seguirla, ma viene catturata. Nel frattempo Johan e Solfami si rivolgono al mago Omnibus il quale riferisce ai due amici che i bambini fatati hanno una maga madrina e quelli con una voglia a forma di cuore sono protetti da una certa Valentina. I Puffi che hanno assistito al rapimento di Savina vanno a cercare Johan e Solfami e li conducono al nascondiglio dei rapitori, per liberare la principessa e il bambino, mentre anche la maga li raggiunge e trasforma i cattivi in topi.

## Tontolone puffa il futuro
- Titolo originale: Clumsy Smurfs the Future
- Titoli ulteriori: Riedizione in DVD La pietra per leggere il futuro

### Trama
Tontolone trova una pietra magica che gli mostra il futuro. Tutti i Puffi gli stanno intorno per conoscere il proprio destino, ma Grande Puffo raccomanda a tutti di non lasciarsi ossessionare dalle previsioni poiché ognuno è artefice delle proprie scelte. Quando Puffetta viene catturata da Gargamella, la pietra mostra a Tontolone che sarebbe tornata a Pufflandia e di conseguenza nessuno si preoccupa di salvarla. In effetti Puffetta riesce a scappare da sola. Grande Puffo scopre l'accaduto e rimprovera tutti, ma deve correre a raccogliere un raro polline con cui proteggere il villaggio da un imminente temporale, non prima di aver raccomandato ai Puffi di riparare il suo tetto e di aiutare Contadino col raccolto. Purtroppo però ancora una volta la pietra magica li condiziona mostrando il bel tempo. Quattrocchi dice a tutti di abbandonare i lavori e di andare a fare il bagno nel fiume, ma la pioggia arriva poco dopo e penetrando nel laboratorio di Grande Puffo si mescola con le sue pozioni generando una valanga verde che spazza via i Puffi. Proprio mentre stanno per cadere nel torrente, Grande Puffo torna col polline e riesce a salvarli, ma la pietra cade in acqua e viene perduta per sempre. I Puffi capiscono che è più importante occuparsi del presente senza lasciarsi condizionare dal futuro.

## I Puffi sonnambuli
- Titolo originale: Sleepwalking Smurfs
- Titoli ulteriori: Riedizione in DVD Il Puffo sonnambulo

### Trama
Gargamella chiede aiuto a Madame Dolcezza (Madame Trilbee nell'originale) per catturare i Puffi dandole in cambio un falso rubino. La fattucchiera gli dona un flauto magico che fa diventare sonnambuli e il mago fa le prime vittime, ma quando Madame Dolcezza si accorge di essere stata truffata, si vendica su Gargamella riprendendosi il flauto e utilizzandolo contro di lui.

## Non mi puffate i fiori
- Titolo originale: Smurf Me No Flowers

### Trama
Pigrone non riesce più a dormire e Grande Puffo gli consiglia di fare sport. Quattrocchi origlia alla porta del laboratorio e crede che Grande Puffo parli di solo tre giorni di vita per Pigrone, mentre in realtà si stava riferendo ad una piantina portatagli da Vanitoso. Dopo aver dato la notizia agli altri, i Puffi decidono di organizzare una festa d'addio per il loro amico. Quando Pigrone si rende conto del motivo della festa, decide di vivere le sue ultime ore facendo tutto ciò che non ha mai "puffato" prima, come sfidare le rapide, scalare monti innevati o domare un toro feroce. Sarà Grande Puffo a chiarire l'equivoco facendo ripiombare all'istante Pigrone in un sonno profondo.

## Il buono, il cattivo, il Puffo
- Titolo originale: The Good, the Bad, and the Smurfy
- Titoli ulteriori: Riedizione in DVD Il buono, il cattivo e il Puffo

### Trama
Il mago Mordain cerca nella foresta gli ingredienti per le sue formule, ma sente avvicinarsi i Puffi e li cattura per portarli al suo laboratorio nel castello del suo re Argon. Grande Puffo, Puffetta, Tontolone e Quattrocchi vengono imprigionati in un'ampolla da cui assistono agli esperimenti del mago. Grande Puffo gli fa notare che le sue formule sono sbagliate e cerca di aiutarlo per guarire il mal di stomaco del re barattando la libertà con la cura giusta. Mordain però si rimangia la parola e ai Puffi non resta che tentare la fuga. Il re riesce a bloccarli chiedendo spiegazioni al mago che si giustifica dicendogli di averli tenuti nascosti fino ad allora perché i tre più giovani sono degli attori che teneva in serbo per il suo compleanno. Nel frattempo un gruppo di Puffi, guidati dal fiuto di Segugio, si mette sulle loro tracce. Puffetta cerca di boicottare lo spettacolo per il re, ma nonostante gli errori, riesce a divertirlo e scopre che Grande Puffo è ormai vittima di un incantesimo e che non vuole più andare via. Poco dopo la spedizione di Forzuto e Segugio libera Puffetta, Quattrocchi e Tontolone per poi cercare un antidoto con cui far rinsavire il Grande Puffo, ma purtroppo l'unico in grado di fabbricarlo è proprio lui. Puffetta decide allora di ingannarlo chiedendogli di preparare un filtro che li avrebbe aiutati a cantare e ballare meglio di prima. Grande Puffo riacquista la sua volontà, ma in quel momento arriva Mordain a cui mente facendo finta di essere ancora sotto l'effetto dell'incantesimo e dicendogli di aver catturato gli altri Puffi per lui. Durante la festa di compleanno del re, Mordain trasforma lui e i soldati in rospi per rubare l'oro, ma Grande Puffo all'ultimo minuto risolverà la situazione.

## La caccia ai tartufi
- Titolo originale: A Mere Truffle

### Trama
Segugio sta per tornare al villaggio con un carico di tartufi, ma viene assalito da Birba che gli strappa il sacco. Per evitare di dipendere sempre da lui, gli altri Puffi accettano di seguirlo per imparare a trovare i tartufi da soli, ma nella foga di raccoglierli colpiscono Segugio sulla testa che sviene e perde la memoria. Poco dopo il gruppo di Puffi viene catturato da maiali guerrieri, anche loro a caccia di tartufi, mentre Segugio si allontana senza meta. Al cospetto del re dei maiali, i Puffi vengono esiliati come ladri sull'Isola del destino e si accorgono che i soldati gettano in acqua i tartufi per sfamare "la cosa senza nome". Dopo qualche giorno Grande Puffo va a cercarli e incontra Segugio ancora privo di memoria con cui raggiunge il rifugio dei "mostri dei tartufi" e libera gli altri con l'aiuto della creatura del lago. Tornati a Pufflandia, sarà un gesto maldestro di Tontolone a far ritornare la memoria di Segugio.

## Sogni puffosi
- Titolo originale: The Stuff Dreams Are Smurfed Of
- Titoli ulteriori: Riedizione in DVD Il Puffo dei miei sogni

### Trama
Tutti i Puffi sembrano avere degli incubi e sospettano che dietro ci sia lo zampino di Gargamella, ma anche il mago ha lo stesso problema ed accetta di collaborare con loro per risolvere la situazione. Assieme al Grande Puffo, con una pozione magica, scopre che l'origine del disturbo è la corona dei sogni, che si trova sul Monte del Teschio ed ha il potere di trasformare gli incubi e i sogni in realtà. Gargamella si impossessa della corona e i Puffi tentano di rimanere svegli per non cadere in trappola, ma Pigrone cede e il mago lo cattura usando la corona: Grande Puffo organizza una spedizione per salvarlo. Arrivati al castello di Gargamella, i Puffi riescono a liberare Pigrone, ma il malvagio stregone si sveglia e, con la corona, fa apparire un fiore gigante, che insegue brevemente Puffetta. Poco dopo la corona cade dalla testa di Gargamella e atterra vicino a Grande Puffo, che la usa per far apparire davanti al mago un Puffo gigante, facendo scappare dal castello il terrorizzato stregone.

## La scatola degli sporchi trucchi
- Titolo originale: The Box of Dirty Tricks
- Titoli ulteriori: Riedizione in DVD La scatola degli inganni

### Trama
In una grotta in cima ad una montagna, un eremita lotta contro i dispettosi poteri di una scatola magica che non riesce a neutralizzare. L'unico modo per disfarsene è quello di cederla ad un nuovo proprietario che sia completamente pazzo e poco dopo arriva da lui Gargamella per chiedergli un consiglio su come catturare i Puffi. Il vecchio ne approfitta per donargli la scatola "degli sporchi trucchi", che però sfugge di mano al mago e dopo essere caduta nel fiume, arriva a Pufflandia. Grande Puffo non capisce cosa sia e si reca nella foresta per cercare gli ingredienti necessari a creare una pozione magica in grado di aprirla, ma durante la notte la curiosità degli altri Puffi spinge ognuno di loro verso la scatola ed unendo le forze riescono a scoperchiarla. All'interno apparentemente non c'è nulla, ma quando tutti si allontanano delusi, fuoriesce una nuvola rosa che ridendo sinistramente inizia a fare scherzi ed a mettere un Puffo contro l'altro. Il villaggio cade nel caos e gli schiamazzi arrivano alle orecchie di Gargamella che cattura i Puffi e recupera la scatola. Quando Grande Puffo ritorna vede le impronte del mago e si reca al suo laboratorio, riuscendo a liberare gli altri con una pozione magica che li rende invisibili e lasciando Gargamella in balia della nuvola dispettosa.

## Il Grande Puffo si sposa
- Titolo originale: Papa's Wedding Day

### Trama
Per una serie di equivoci, Grande Puffo sente all'improvviso il peso dell'età. Nel frattempo nel suo sinistro castello il grande mago Balthazar si rende conto che per completare la collezione di creature della foresta gli manca solo un Puffo. Ninfabel (Flowerbell nell'originale), una piccola ninfetta dei boschi sua prigioniera si offre di aiutarlo in cambio della libertà e dopo essersi avvicinata ai Puffi, finge di essersi fatta male alle ali e si fa ospitare per la notte in casa di Grande Puffo che chiama affettuosamente "barbino", mentre da lontano il corvo di Balthazar la sorveglia. L'indomani Ninfabel inizia a corteggiarlo e si getta nel fiume per poi farsi salvare da lui e fargli credere di essere ancora giovane e forte. In seguito Grande Puffo si tinge la barba ed inizia a canticchiare trascurando di aiutare gli altri Puffi per passare tutto il suo tempo con la ninfetta di cui è palesemente innamorato. Quando Ninfabel si accorge che nel villaggio cresce il malcontento, prima che la situazione precipiti induce Grande Puffo a pensare che per lui sarebbe meglio avere sempre al fianco qualcuno che cucini, tenga in ordine il laboratorio, gli faccia dei massaggi e gli dia carezze e baci. Poco dopo, al cospetto degli altri, Grande Puffo annuncia di volersi sposare. Presto i Puffi scoprono il piano di Ninfabel, ma non riescono a comunicarlo a Grande Puffo, che non li lascia parlare e a loro non resta che boicottare le nozze. Dopo vari rinvii, la ninfetta conduce nel bosco il suo futuro sposo e lo consegna a Balthazar. Gli altri Puffi arrivano poco dopo con la torta nuziale e Ninfabel pentita e in lacrime confessa tutto. Tornata al castello di Balthazar con loro, svela allo stregone che Grande Puffo ha un potere che lui non ha: quello dell'amicizia. Subito tutti i Puffi penetrano nelle prigioni e liberano Grande Puffo che, prima di fuggire, pensa a salvare anche tutti gli animali. Più tardi la ninfetta chiede perdono e saluta tutti, mentre Grande Puffo riappare con la barba bianca dicendo di aver capito che si è vecchi solo se si pensa di esserlo.
Informazioni: Questo episodio segna la seconda apparizione di Balthazar nella serie, dopo lo speciale inserito alla fine della prima stagione La puffesta di Pasqua.

## Tutto è puffo quel che finisce puffo
- Titolo originale: All's Smurfy That Ends Smurfy

### Trama
Gargamella vede due fatine mentre nascondono dell'oro sotto un tronco e poco dopo se ne impossessa. Quando la principessa delle fate non lo trova, sentendo le voci dei Puffi lì vicino arriva al galoppo ma rimane tramortita dall'esplosione di un pacco regalo di Burlone. I Puffi corrono ad avvertire Grande Puffo e mentre la fata riprende conoscenza, vedendoli correre via, crede che i ladri siano loro. Poco dopo li raggiunge e promette di distruggere il villaggio per vendicarsi. Grande Puffo rimane stupito dal suo atteggiamento e decide di andare nel regno delle fate per chiedere spiegazioni. Durante la sua assenza per precauzione gli altri Puffi decidono di fortificare il villaggio, mentre Gargamella spende l'oro in città per comprare l'orso Pepitino (Nugget nell'originale) che gli dicono fiuti altro oro. Nel regno delle fate Grande Puffo scopre che la principessa è già partita con l'esercito e torna indietro assieme alla regina che crede a lui e ritiene la figlia troppo impulsiva. Mentre sono in volo, dall'alto sentono Gargamella dire all'orso dove ha trovato l'oro ed arrivano a Pufflandia mentre infuria la battaglia. Detta la verità agli altri, Puffi e fate si coalizzano contro il nemico comune. Intanto Gargamella e Birba, per sfuggire alle api disturbate da Pepitino, che in realtà cerca solo miele e non oro, si rifugiano in un tronco cavo che è il portale d'accesso per il regno delle fate. Il mago saccheggia il castello ma viene assalito dai soldati e dai Puffi che arrivano appena in tempo.

## Un Natale tutto speciale
- Titolo originale: The Smurfs' Christmas Special
- Titoli ulteriori: Riedizione in DVD Un Natale speciale

### Trama
Mentre un fratellino e una sorellina attraversano la foresta assieme al nonno sulla loro slitta, Gargamella decide di rovinare il Natale ai Puffi. Poco dopo la slitta viene assalita da un uomo incappucciato e i due bambini si allontanano dal nonno ferito per cercare aiuto e arrivano a casa di Gargamella che si rifiuta di aiutarli. Più tardi l'uomo col cappuccio si presenta al mago e gli offre il potere per distruggere i Puffi in cambio dei due fratellini; ciò per vendicarsi nei confronti dello zio dei bambini, che in passato si è intromesso nei suoi affari disonesti. Gargamella va fuori a cercarli, ma incontra proprio lo zio che offre 10 monete d'oro a chi trova i due dispersi. Il mago pensa al modo per ottenere sia i Puffi che l'oro, mentre Willy e Gwen - i due bambini - vengono circondati dai lupi. Per farsi coraggio iniziano a cantare e vengono salvati da Grande Puffo che scambiano per Babbo Natale. Quattrocchi riesce a decifrare il messaggio che lo zio Edgar ha lasciato sulla slitta, in cui dice che il nonno sta bene e che i bambini sarebbero dovuti tornare lì per aspettarlo. Ma al suo posto trovano Gargamella che cattura i due fratellini. Poco dopo il mago li consegna all'uomo incappucciato e riceve in cambio la pergamena con le istruzioni per distruggere il villaggio dei Puffi, i quali apprendono la notizia. Grande Puffo sceglie di salvare i bambini anziché Pufflandia, mentre Gargamella arriva al villaggio e, trovandolo deserto, pronuncia comunque la formula magica che lo riduce in briciole. Subito dopo il mago raggiunge Edgar a cui dice dove trovare i piccoli, ma lo zio si precipita a salvarli prima di dargli la ricompensa sperata. L'uomo col cappuccio, che ha assistito alla scena, dà del traditore a Gargamella e gli intima di seguirlo, rivelandosi uno stregone che lo imprigiona assieme a Birba e ai bambini in un cerchio di fuoco. I Puffi assistono alla scena e Grande Puffo chiede agli altri di cantare e di credere in ciò che cantano perché il potere dell'amore può vincere sulla malvagità; anche i bambini cantano assieme a loro, ma non basta. Grande Puffo chiede a Gargamella di unirsi al coro e solo così il fuoco si dissolve assieme al perfido stregone col cappuccio. Finalmente zio e nonno raggiungono i bambini e Gargamella prova a chiedere nuovamente la ricompensa che gli spetta, ma Will e Gwen lo smascherano, chiedendo però allo zio di perdonarlo perché è Natale e dicendogli di essere stati salvati da Babbo Natale. Tornati a Pufflandia, ai Puffi non resta che guardare le rovine del villaggio. In un clima di amicizia, tutti accettano perfino di sentire suonare Stonato e all'improvviso il Puffo viene pervaso di luce e le sue note si trasformano diventando musica melodiosa. Tutto intorno ritorno com'era e Pufflandia risplende più di prima sotto la stella in cima all'albero di Natale.
Informazioni: Come già successo dopo la prima stagione con La puffesta di Pasqua anche in questo caso viene prodotto un episodio speciale in occasione del Natale, seguito poi da un ulteriore storia trasmessa alla vigilia di San Valentino.

## Il promesso Puffo
- Titolo originale: My Smurfy Valentine
- Titoli ulteriori: Il giorno di San Valentino

### Trama
Nel giorno di San Valentino i Puffi si preparano ad incontrare Cupido. Puffetta vorrebbe conoscere il suo principe azzurro e scrive a Cupido affinché il suo sogno diventi realtà. Nel frattempo il piccolo cherubino sente Gargamella parlare di odio verso i Puffi e prova a colpirlo con le sue frecce, ma senza successo. Per farlo innamorare l'unico modo sarebbe trovare una donna dura di cuore come lui. Quando il mago cattura l'uccellino a cui Puffetta ha affidato la sua lettera, escogita un piano. Nel frattempo in un castello, la strega Megeride (Chlorhydris nell'originale, Cloridris o Cloridrite nei successivi adattamenti italiani) cerca il gatto perfetto che, secondo una leggenda, l'avrebbe condotta al pozzo dei desideri. Deve necessariamente trovarlo entro sera, prima che cambi la posizione dei pianeti, ma si ricorda che anche Gargamella ha un gatto e decide di impossessarsene. Nel frattempo il mago inganna Puffetta inviandole una lettera in cui si spaccia per il principe "puffoso" da lei tanto desiderato, e dopo averle dato appuntamento alla Grande Quercia la cattura. Grande Puffo intanto trova la lettera di Puffetta, sospetta subito di Gargamella e si precipita a cercarla. Il mago riceve il messaggio dalla strega che gli offre dell'oro nel caso in cui Birba corrisponda ai requisiti da lei cercati e corre da lei portandosi dietro Puffetta. Grande Puffo e gli altri arrivano tardi, ma leggono la lettera di Megeride intuendo il suo piano e si incamminano verso il suo maniero. La strega esamina Birba che sembra essere proprio il gatto della leggenda, ma anziché pagare Gargamella lo fa cadere in una botola. La gabbia di Puffetta gli sfugge di mano e lei riesce a nascondersi, ma quando apprende che la donna malvagia vuole raggiungere il pozzo dei desideri per chiedere un mondo senza amore, decide di seguirla. Poco dopo i rovi imprigionano Puffetta che viene salvata da Cupido a cui spiega tutto, mentre anche Gargamella si libera. Raggiunti Grande Puffo e gli altri, Puffetta e Cupido rivelano il desiderio della strega e si affrettano per sventare il diabolico piano. Quando Megeride getta Birba nel pozzo, Gargamella emerge proprio dal suo interno salvando la gatta e cercando di esprimere il desiderio di catturare tutti i Puffi prima che la strega possa pronunciare il suo, ma Cupido lancia la sua freccia facendo innamorare i due cattivi. Anche Puffetta prova ad esprimere il suo desiderio, ma per salvare tutti dall'attacco di Birba è costretta a cambiarlo ed a chiedere al pozzo di riportare tutti a casa. Quando Tontolone si rammarica con Puffetta perché non ha potuto incontrare il suo principe, lei gli risponde di avere intorno un esercito di principi pronti a sacrificarsi per lei e Cupido può andar via soddisfatto.
Informazioni: È la prima volta che nella serie appare Cupido, che tornerà sporadicamente anche nelle stagioni successive. L'altro nuovo personaggio introdotto dall'episodio è la strega cattiva Cloridrite, che assumerà maggior rilievo nel corso degli anni. Il doppiaggio italiano in questo caso la chiama Megeride per poi passare negli episodi successivi a Clorinda, Cloridris e infine Cloridrite.